# Suak Sigadeng
Suak Sigadeng is een bestuurslaag in het regentschap Aceh Barat van de provincie Atjeh, Indonesië. Suak Sigadeng telt 403 inwoners (volkstelling 2010).